# Petsamo (regione storica)

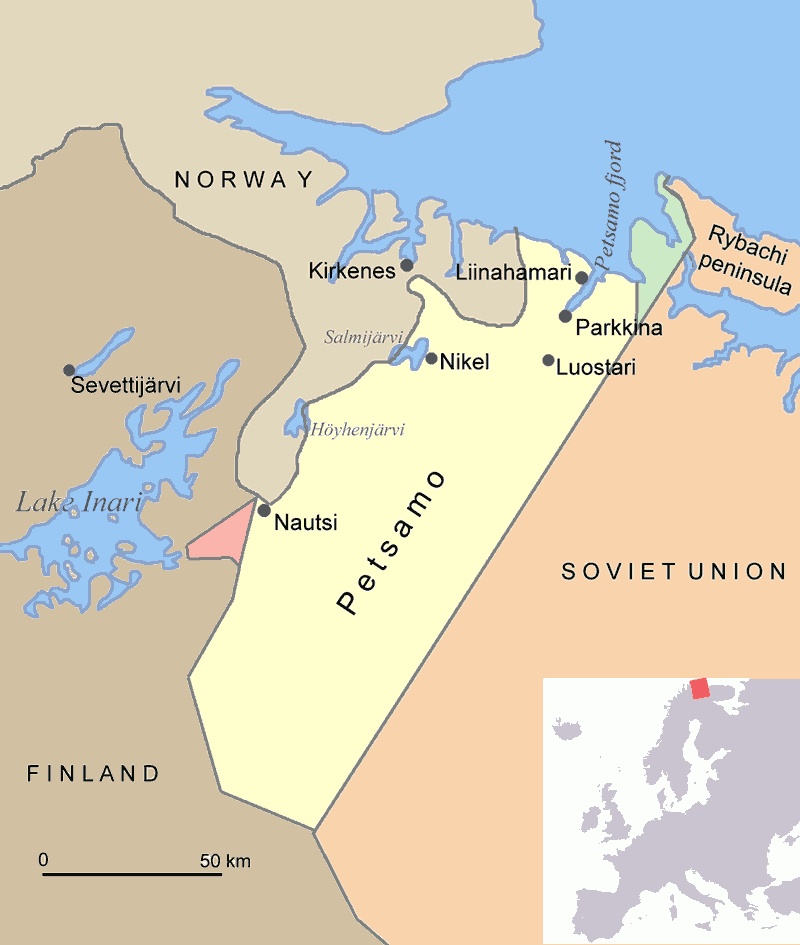
Mappa della regione di Petsamo: la parte verde in alto è la penisola di Rybačij, ceduta all'Unione Sovietica dopo la guerra d'inverno; la parte chiara è la regione di Petsamo, acquisita dall'Unione Sovietica con i trattati di Parigi; la zona rossa è il territorio di Jäniskoski–Niskakoski, ceduto all'Unione Sovietica nel 1947

La regione di Petsamo, o Pečengskij rajon, (in russo Печенгский район?, in finlandese Petsamon piiri) è una regione storica russa con capoluogo Nikel'.

## Posizione geografica e vegetazione
La regione, con una superficie di oltre 10 000 km², confina a nord-ovest con la Norvegia, a sud e a sud-ovest con la Finlandia e si affaccia sul Mare di Barents. La vegetazione è tipica delle zone sub polari: nel nord della regione si trova la tundra, ossia l'assenza di specie arboree, dovuta alle basse temperature e dalla breve stagione estiva, mentre a sud si trovano la taiga, caratterizzata dalla presenza di foreste di conifere e le paludi, ossia zone umide, caratterizzate dalla grande presenza di acqua che condiziona lo sviluppo della vegetazione.

## Storia

### L'appartenenza alla Russia e alla Finlandia

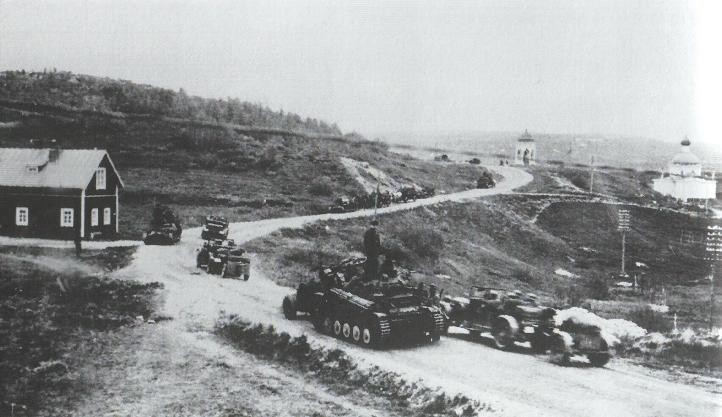
Una colonna motorizzata tedesca, dotata di carri Panzer II, in marcia nei pressi di Kuusamo nel luglio del 1941, durante l'operazione Volpe d'argento

La regione di Petsamo appartenne alla Russia sin dal XVI secolo e fu ceduta alla Finlandia nel 1920 con il Trattato di Tartu. Nel 1939, allo scoppio della seconda guerra mondiale, vi si trovavano le seguenti città: Alaluostari, Höyhenjärvi, Jokikylä, Kaakkuri, Kervanto, Kolttaköngäs, Maattivuono, Näsykkä, Parkkina, Petsamo (Trifona), Pitkäjärvi, Pummanki, Salmijärvi, Suonikylä, Vaitolahti, Valasjärvi, Vuonokylä, Vuoremijoki. Durante la seconda guerra mondiale, per le forze tedesche, insieme alla città norvegese di Kirkenes, la regione fu una delle basi di partenza per l'operazione Volpe d'argento, ossia il piano per la conquista del porto di Murmansk durante l'operazione Barbarossa.

### I trattati di Parigi
Dopo la fine della seconda guerra mondiale la regione fu acquisita nel 1947 dall'Unione Sovietica, a seguito dei trattati di Parigi dove fu stabilito che la Finlandia, in quanto nazione sconfitta e in veste di "aggressore", non potesse più avere sbocco sul Mare di Barents. Inoltre, sempre all'Unione Sovietica, fu ceduto il territorio di Jäniskoski–Niskakoski, a est del lago Inari.

## Il sole di mezzanotte
La regione di Petsamo si trova interamente a nord del circolo polare artico e dal 20 maggio, per la durata di circa due mesi, si verifica il fenomeno del sole di mezzanotte, ossia quel fenomeno che, con l'approssimarsi del solstizio d'estate, si verifica al di sopra dei circoli polari dove il sole non scende mai sotto l'orizzonte e di conseguenza non cala mai la notte.

L'effetto è dovuto al fatto che l'asse di rotazione terrestre è inclinato di circa 23 gradi rispetto al piano dell'orbita (eclittica).
La regione, nel periodo che intercorre tra il 20 maggio e il 20 luglio, non vede mai tramontare il sole ma nel periodo invernale, pur non sorgendo mai il sole al di sopra dell'orizzonte per oltre due mesi, non si verifica il fenomeno della cosiddetta notte polare: questo è dovuto al crepuscolo che impedisce il calare del buio totale.
Nei mesi invernali nella regione è possibile ammirare il fenomeno dell'aurora boreale.